# Артамонов, Вячеслав Александрович
Вячесла́в Алекса́ндрович Артамо́нов (2 октября 1946, Тула — 21 июня 2021) — советский и российский математик-алгебраист. Доктор физико-математических наук, профессор. Автор работ по универсальной алгебре, ассоциативной алгебре, некоммутативной алгебраической геометрии, теории колец квантовых многочленов, математической теории квазикристаллов. Первооткрыватель клонов полилинейных операций и мультиоператорных алгебр (1969).

## Биография
В 1963 году поступил на механико-математический факультет МГУ и в 1968 году окончил его. В 1968—1970 проходил обучение в аспирантуре мехмата под руководством профессора Куроша. В 1971 году защитил диссертацию на соискание учёной степени кандидата физико-математических наук (тема — «Подгруппы свободных групп и свободных произведений групп в некоторых классах обобщённых групп»); в 1990 году — докторскую диссертацию (тема — «Проективные модули, группы и алгебры Ли»).
С 1970 года работал на кафедре высшей алгебры мехмата МГУ (с 1976 года — доцент, с 1996 года — профессор). С 2016 года — заведующий кафедрой высшей алгебры мехмата МГУ. Читал для студентов мехмата курсы высшей и линейной алгебры, специальные курсы «Алгебра, логика и теория чисел», «Дополнительные главы алгебры», «Алгебраические методы в экономике», «Алгебраические методы оптимизации в экономике». Преподавал также на факультете наук о материалах МГУ. Подготовил 12 кандидатов наук, опубликовал около 130 научных работ (в том числе 10 книг).
Входил в редколлегии журналов «Фундаментальная и прикладная математика» (МГУ), «Чебышёвский сборник» (МГУ, Тульский пединститут), «Абелевы группы и модули» (Томский университет), Communications in Algebra (США), Discussiones Mathematicae, General Algebra and Applications (Польша), «Алгебра и дискретная математика» (Украина).

## Публикации
Книги
- Латышев В. Н., Артамонов В. А. . Линейная алгебра и выпуклая геометрия. — М.: Факториал Пресс, 2004. — 160 с. — 1000 экз. — ISBN 5-88688-071-2.
- Артамонов В. А., Словохотов Ю. Л. . Группы и их приложения в физике, химии, кристаллографии. — М.: Академия, 2005. — 512 с. — 2000 экз. — ISBN 5-7695-2137-6.
- Артамонов В. А. . Введение в высшую алгебру и аналитическую геометрию. — М.: Факториал Пресс, 2007. — 128 с. — 700 экз. — ISBN 5-88688-085-2.
- Артамонов В. А., Бахтурин Ю. А., Винберг Э. Б., Голод Е. С., Кострикин А. И. . Сборник задач по алгебре. В 2 томах. Том 1. Часть 1. Основы алгебры. Часть 2. Линейная алгебра и геометрия. — М.: Физматлит, 2007. — 264 с. — 2000 экз. — ISBN 978-5-9221-0583-5.
- Артамонов В. А., Бахтурин Ю. А., Винберг Э. Б., Голод Е. С., Кострикин А. И. . Сборник задач по алгебре. В 2 томах. Том 2. Часть 3. Основные алгебраические структуры. — М.: Физматлит, 2007. — 168 с. — 2000 экз. — ISBN 978-5-9221-0726-6.

Избранные статьи
- Артамонов В. А.  Допустимые подгруппы свободного произведения Γ-операторных групп с регулярной группой операторов Γ // Матем. сб. — 1968. — Т. 76 (118), № 4. — С. 605—619.
- Артамонов В. А.  Клоны полилинейных операций и мультиоператорные алгебры // Успехи матем. наук. — 1969. — Т. 24, вып. 1 (145). — С. 47—59.
- Артамонов В. А.  Проективные метабелевы алгебры Ли конечного ранга // Изв. АН СССР. Сер. матем. — 1972. — Т. 36, № 3. — С. 510—522.
- Артамонов В. А.  Решётки многообразий линейных алгебр // Успехи матем. наук. — 1978. — Т. 33, вып. 2 (200). — С. 135—167.
- Артамонов В. А. . Глава VI. Универсальные алгебры // Общая алгебра. Т. 2 / Под общ. ред. Л. А. Скорнякова. — М.: Наука, 1991. — 480 с. — (Справочная математическая библиотека). — ISBN 5-9221-0400-4. — С. 295—367.
- Артамонов В. А.  Проективные модули над квантовыми алгебрами полиномов // Матем. сб. — 1994. — Т. 185, № 7. — С. 3—12.
- Артамонов В. А.  Квантовая проблема Серра // Успехи матем. наук. — 1998. — Т. 53, вып. 4 (322). — С. 3—76.
- Артамонов В. А.  Универсальные коммутативные алгебры Хопфа, кодействующие на квантовых многочленах // Фундаментальная и прикладная математика. — 2000. — Т. 6, вып. 3. — С. 637—642.
- Артамонов В. А.  Квазикристаллы и их симметрии // Фундаментальная и прикладная математика. — 2004. — Т. 10, вып. 3. — С. 3—10.
- Артамонов В. А.  О полупростых конечномерных алгебрах Хопфа // Матем. сб. — 2007. — Т. 198, № 9. — С. 3—28.
- Артамонов В. А., Санчес С.  О конечных группах симметрий некоторых моделей трёхмерных квазикристаллов // Сибирский матем. журнал. — 2011. — Т. 52, № 6. — С. 1221—1233.
- Артамонов В. А.  Полупростые алгебры Хопфа // Чебышёвский сборник. — 2014. — Т. 15, вып. 1. — С. 19—31.